# Фосберг, Фрэнсис Раймонд
Фрэнсис Раймонд («Рэй») Фосберг (англ. Francis Raymond Fosberg; 20 мая 1908, Спокан, Вашингтон — 25 сентября 1993, Фолс-Черч, Виргиния) — американский ботаник.

## Биография
Фрэнсис Раймонд Фосберг родился 20 мая 1908 года в городе Спокан штата Вашингтон. Детство Фосберга проходило в городе Терлок в Калифорнии. В 1930 году получил степень бакалавра искусств по ботанике в Колледже Помоны. Затем Фосберг работал в Музее естественной истории округа Лос-Анджелес, изучал растительность островов Чаннел и пустыни Сонора. В 1932 году переехал в Гонолулу и стал работать в Гавайском университете в качестве ассистента Гарольда Сент-Джона. В 1934 году вместе с Сент-Джоном принял участие в Мангаревской экспедиции Чарльза Монтагю Кука. Ботаники привезли из Полинезии более 15 тысяч образцов растений. В 1937 году Фосберг получил степень магистра наук в Гавайском университете, в 1939 году стал доктором философии в Пенсильванской университете. С 1951 года Рэй работал в Геологической службе США. Фрэнсис Раймонд Фосберг скончался 25 сентября 1993 года в Фолс-Черч.

## Род и некоторые виды растений, названные в честь Ф. Р. Фосберга
- Fosbergia Tirveng. & Sastre, 1997
- Arachnothryx fosbergii Steyerm., 1967
- Adenostemma fosbergii R.M.King & H.Rob., 1974
- Aphelandra fosbergii Leonard, 1958
- Athyrium fosbergii Copel., 1938
- Chamaesyce fosbergii J.Florence, 1996 [syn.  Euphorbia fosbergii (J.Florence) Govaerts, 2000]
- Cussonia fosbergiana Bernardi, 1966 [syn.  Schefflera fosbergiana (Bernardi) Bernardi, 1969]
- Diplostephium fosbergii Cuatrec., 1953
- Ectropothecium fosbergii E.B.Bartram, 1940
- Emilia fosbergii Nicolson, 1975
- Epidendrum fosbergii Hágsater & Dodson, 2001
- Eragrostis fosbergii Whitney, 1937
- Eurya fosbergii Whistler, 2004
- Galium fosbergii Dempster, 1988
- Gardenia fosbergii Tirveng., 1983
- Ilex fosbergiana S.Y.Hu, 1971
- Marcgravia fosbergiana Ewan, 1951
- Markea fosbergii Hunz., 1997
- Miconia fosbergii Wurdack, 1965
- Microchilus fosbergii Ormerod, 2005
- Mikania fosbergii H.Rob. & W.C.Holmes, 2002
- Monnina fosbergii Ferreyra, 1990 [syn.  Pteromonnina fosbergii (Ferreyra) B.Eriksen, 1993]
- Munnozia fosbergii H.Rob., 1976
- Myrsine fosbergii Hosaka, 1940 [syn.  Rapanea fosbergii (Hosaka) O.Deg. & I.Deg., 1971]
- Opuntia ×fosbergii C.B.Wolf, 1938 [syn.  Cylindropuntia ×fosbergii (C.B.Wolf) Rebman, M.A.Baker & Pinkava, 2001]
- Peperomia fosbergii Yunck., 1937
- Perezia fosbergii Tovar, 1955
- Pluchea fosbergii Cooperr. & M.Galang, 1965
- Psychotria fosbergii Steyerm., 1972
- Schleinitzia fosbergii Nevling & Niezgoda, 1978
- Senecio fosbergii Cuatrec., 1953 [syn.  Talamancalia fosbergii (Cuatrec.) B.Nord., 1996]
- Solanum fosbergianum D'Arcy, 1973
- Sphaeradenia fosbergii Harling, 1958
- Tinospora fosbergii Kundu, 1976
- Themistoclesia fosbergii A.C.Sm., 1953
- Trichospermum fosbergii Kosterm., 1972